# Симмондс, Ник
Ник Симмондс (англ. Nick Symmonds) — американский легкоатлет, который специализируется в беге на 800 метров.
Родился в Сан-Валли. Его отец, Джеффри Симмондс, является хирургом, а мать, Андреа, является учителем. Многократный победитель национальной ассоциации студенческого спорта. Пятикратный победитель чемпионата США на дистанции 800 метров — 2008 год (1.44,10); 2009 год (1.45,86); 2010 год (1.45,98); 2011 год (1.44,17); 2012 год (1.43,92). Выиграл чемпионат США 2008 года, и тем вошёл в олимпийскую сборную США. На Олимпиаде в Пекине смог дойти до полуфинала. Занял 6-е место на чемпионате мира 2009 года. На Олимпийских играх 2012 года занял 5-е место в беге на 800 м с личным рекордом — 1.42,95. Занял второе место на дистанции 800 м на чемпионате мира по лёгкой атлетике в Москве и заявил, что посвящает свою медаль всем своим друзьям геям в США и высказался против нового российского закона о запрете пропаганды гомосексуализма:

Я считаю, что все люди заслуживают равенства, потому что такими их создал Бог. Гей, натурал, черный, белый — все заслуживают одинаковые права. Если есть что-нибудь, что я могу сделать, чтобы отстаивать их права в дальнейшем, то я буду стараться это делать.— CNN со ссылкой на РИА Новости
Личный рекорд на дистанции 1500 метров — 3.34,55 (Монако 2013).